# Ácido fumárico
El ácido fumárico, también conocido como ácido donítico, es un compuesto orgánico con estructura de ácido dicarboxílico que, en nomenclatura IUPAC, corresponde al ácido (E)-butenodioico, o ácido trans-butenodioico. El isómero es encontrado en la naturaleza, a diferencia del isómero cis. Interviene en varias rutas del metabolismo celular, siendo destacada su participación en el ciclo de Krebs. Las sales y ésteres son conocidos como fumaratos. El dimetil fumarato reduce significativamente la progresión de la discapacidad en la esclerosis múltiple.

## Alimentación
Se utiliza en el procesado y conservación de los alimentos por su potente acción antimicrobiana. Como aditivo alimentario, se usa como un regulador de la acidez y se representa por las siglas E297. El ácido fumárico es un acidulante alimentario utilizado desde 1946. No es tóxico, y se utiliza generalmente en bebidas y polvos para hornear para los que se exigen unos requisitos de pureza. Se utiliza generalmente como un sustituto del ácido tartárico y de vez en cuando en lugar de ácido cítrico, a un ritmo de 1,36 g de ácido cítrico para cada 0,91 g de ácido fumárico para añadir acidez, similar a la forma en que se utiliza ácido málico. Está aprobado para su uso como aditivo alimentario en la Unión Europea, EE. UU., Australia y Nueva Zelanda. 

## Química
En la actualidad, la síntesis industrial del ácido fumárico se basa principalmente en la isomerización catalítica  de ácido maleico en disoluciones acuosas a bajo pH. El ácido maleico es accesible en grandes volúmenes como producto de hidrólisis del anhídrido maleico, producido por la oxidación catalítica de benceno o butano.
Las propiedades químicas de ácido fumárico puede ser anticipadas a partir de sus grupos funcionales. Este ácido débil puede formar un diéster, puede tener adiciones al doble enlace, y es un excelente dienófilo.
El ácido fumárico no se quema en una bomba calorimétrica en condiciones en las que el ácido maleico deflagra sin problemas. Esto lo usan algunos educadores para medir la diferencia de energía entre el cis y trans.
Además de aditivo alimentario, el ácido fumárico y derivados también se usan para fabricar pinturas, barnices y resinas sintéticas.

## Biología
La succinato deshidrogenasa oxida el succinato a fumarato en el ciclo de Krebs mediante una deshidrogenación dependiente de flavina:

{\displaystyle \mathrm {HOOC-CH_{2}-CH_{2}-COOH\ +\ FAD\ \longrightarrow \ HOOC-CH=CH-COOH\ +\ FADH_{2}} }
La enzima fumarasa convierte el fumarato en malato:
{\displaystyle \mathrm {HOOC-CH=CH-COOH\ +\ H_{2}O\ \longrightarrow \ HOOC-CH_{2}-CHOH-COOH} }
La enzima aspartasa cataliza la transformación del fumarato en aspartato:
{\displaystyle \mathrm {HOOC-CH=CH-COOH\ +\ H_{2}O\ \longrightarrow \ HOOC-CH_{2}-CHNH_{2}-COOH} }
El fumarato interviene también en el ciclo de la urea.